# Fleurety
A Fleurety norvég avantgárd/black metal zenekar. 1991-ben alakultak Ytre Enebakk faluban. 

## Tagok
- Svein Egil Hatlevik – dob, szintetizátor, ének
- Alexander Nordgaren – basszusgitár, gitár, ének

## Diszkográfia
- Min Tid Skal Komme (1995)
- Department of Apocalyptic Affairs (2000)
- The White Death (2017)

## Egyéb kiadványok
EP-k
- A Darker Shade of Evil (1994)
- Last-Minute Lies (1999)
- Ingentes Atque Decorii Vexilliferi Apokalypsis (2009)
- Evoco Bestias (2010)
- Et Spiritus Meus Semper Sub Sanguinantibus Stellis Habitabit (2013)
- Fragmenta Cuinsvis Aetatis Contemporaneae (2017)

Válogatáslemezek
- Inquietum (2017)

Demók
- Black Snow (1993)